# Als mijn moeder huilt
Als mijn moeder huilt is een liedje geschreven door Joop Stokkermans (muziek) en Harry Geelen (tekst). 
Het liedje handelt over de zorgen van een moeder. Het liedje was bedoeld voor een televisieprogramma over Moederdag 1972. Een aantal kinderen uit het toenmalige Televisie-kinderkoor vertelde een verhaaltje bij het lied. Als mijn moeder huilt werd gezongen door koorlid Sandra (waarschijnlijk Sandra Ruiter) en opgenomen in het muziekalbum Mammie, heb je zin om op te staan. Als mijn moeder huilt werd als single uitgegeven op Fontana Records, catalogusnummer 6013020.
De B-kant Soms kwam uit dezelfde handen en werd gezongen door koorlid Madelein. 
Wieteke van Dort nam Als mijn moeder huilt in 1982 op voor haar album Huilen is gezond.
Voor wat betreft de artieste van de A-kant ontstond verwarring. Sandra Reemer bracht voor die tijd haar singles uit onder de naam Sandra. Zij was in 1972 echter afwezig als soloartieste, aangezien ze toen successen kende in het duo Sandra en Andres. Sandra (en Andres) stond onder contract bij Philips Records.